# Императорский рескрипт об образовании

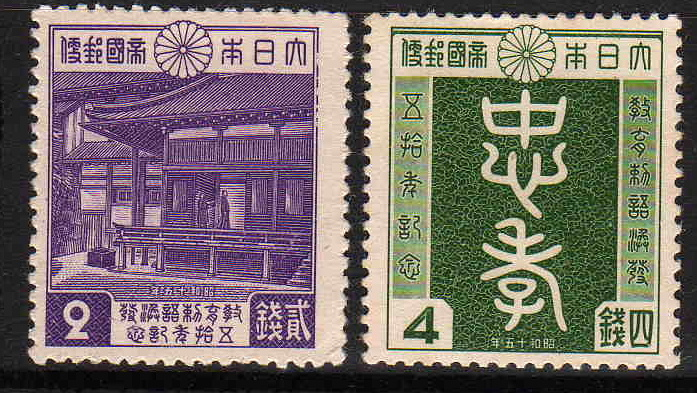
Юбилейные марки, посвященные 50-летию издания Императорского рескрипта об образовании в 1940 году

Императорский рескрипт об образовании (яп. 教育ニ関スル勅語 Кёику ни Кансуру Тёкуго) был подписан и издан Императором Мэйдзи 30 октября 1890 года, чтобы сформулировать политику правительства Японской империи в отношении образования в основополагающих принципах. Этот документ, содержащий 315 кандзи, читался вслух на всех важных школьных мероприятиях, и ученики должны были изучить и запомнить его текст.

## Предварительные замечания
После Реставрации Мэйдзи руководство правительства Мэйдзи почувствовало необходимость выделить общие цели стремительной модернизации (вестернизации) Японии с поддержкой и легитимизацией среди населения политической системы, сосредоточенной на императорской власти. В 1870-х и 1880-х годах Мотода Нагадзанэ и другие японские консерваторы настаивали на восстановлении принципов конфуцианства в качестве руководства для образования и общественной морали. Однако Иноуэ Коваси и другие сторонники «модернизации» Японии считали, что это способствовало бы возвращению к старому феодальному порядку, и настаивали на философии «Императора, как центра жизни Империи». Премьер-министр Ямагата Аритомо санкционировал составление рескрипта, который был компромиссным по своему содержанию, написанным преимущественно Иноуэ Коваси с дополнениями Мотоды Нагадзане и других.